# Râul Negoiu, Valea Plopilor
Râul Negoiu este un curs de apă, afluent al Văii Plopilor. 